# Witold
Witold ist ein überwiegend in Polen gebräuchlicher männlicher Vorname, der auch in Deutschland vorkommt. Witold (Withold) findet auch als Familienname Verwendung.

## Bedeutung
Witold leitet sich vom althochdeutschen witu (Wald, Gehölz) und waltan (walten, herrschen) ab („Herrscher des Waldes“). Daneben sind auch andere Ableitungen und Bedeutungen möglich, wie litauisch vyd- (vysti= sehen) und litauisch tauta (Volk, Nation).

## Varianten
- Vytautas, Vytas (litauisch)
- Seltene deutschsprachige Varianten des Namens sind Withold[7], Widhold und Widald.[8]

## Namensträger
- Witold Bałażak (* 1964), polnischer Politiker der Liga Polskich Rodzin
- Witold Czarnecki (* 1953), polnischer Politiker
- Witold Fokin (1932–2025), 1991/92 Ministerpräsident der Ukraine
- Witold Gintowt-Dziewałtowski (* 1949), polnischer Politiker
- Witold Gombrowicz (1904–1969), polnischer Schriftsteller
- Witold Hurewicz (1904–1956), polnischer Mathematiker
- Witold Klepacz (* 1953), polnischer Politiker, Sejmabgeordneter
- Witold Krassowski (* 1956), polnischer Fotograf
- Witold Anatoljewitsch Krejer (1932–2020), sowjetischer Dreispringer
- Witold Kubala (* 1970), polnischer Fußballspieler
- Witold Leszczyński (1933–2007), polnischer Filmregisseur, Fotograf und Drehbuchautor
- Witold Lutosławski (1913–1994), polnischer Komponist und Dirigent
- Witold Maliszewski (1873–1939), polnischer Komponist und Musikpädagoge
- Witold Małcużyński (1914–1977), polnischer Pianist
- Witold Pahl (* 1961), polnischer Politiker der Platforma Obywatelska
- Witold Pyrkosz (1926–2017), polnischer Schauspieler
- Witold Pilecki (1901–1948), Widerstandskämpfer gegen die Nationalsozialisten
- Witold Pronobis (* 1947), polnischer Historiker, Publizist und Journalist
- Witold Pruszkowski (1846–1896), polnischer Maler
- Witold Rother (1888–1962), deutscher Marineoffizier, zuletzt Vizeadmiral
- Witold Rowicki (1914–1989), polnischer Dirigent
- Witold Rudziński (1913–2004), polnischer Komponist
- Witold Schmulian (1914–1944), russischer Mathematiker
- Witold Sitarz (* 1945), polnischer Politiker der Platforma Obywatelska
- Witold von Skarzynski (1850–1910), Rittergutsbesitzer und Politiker der polnischen Minderheit in Preußen
- Witold Sobociński (1929–2018), polnischer Kameramann
- Witold Stankowski (* 1966), polnischer Universitätsprofessor
- Witold Szalonek (1927–2001), polnischer Komponist
- Witold Tomczak (1957–2025), polnischer Politiker, Sejm-Abgeordneter
- Witold Waszczykowski (* 1957), polnischer Historiker, Diplomat und Politiker
- Witold Wawrzyczek (* 1973), polnischer Fußballspieler
- Witold Wirpsza (1918–1985), polnischer Dichter, Kritiker, Übersetzer deutschsprachiger Literatur
- Witold Wojtkiewicz (1879–1909), polnischer Maler, Zeichner und Grafiker
- Witold Zglenicki (1850–1904), polnischer Geologe, Ölausbeuter und Philanthrop